# Ayako Hosokawa
Ayako Hosokawa (jap. 細川 綾子, Hosokawa Ayako; * um 1939 in der Präfektur Tokio) ist eine japanische Jazzsängerin und Pianistin.

## Leben und Wirken
Hosokawa trat bereits mit 14 Jahren in den Clubs der amerikanischen Kasernen und japanischen Jazzcafes mit Kuranosuke Hamaguchi auf. Mit 15 Jahren sang sie mit der populären Bigband Shigenori Ohara & the Blue Coats, die von Masao Kojima geleitet wurde. 1956 nahm sie für Columbia Records auf, wobei sie von Jin Watanabe und den Six Joes begleitet wurde. 1961 zog sie in die USA. In den folgenden Jahren tourte sie an der Westküste, bevor sie 1965 mit Earl Hines in Las Vegas auftrat, mit dem sie bis 1967 arbeitete.
Mitte der 1970er-Jahre lebte Hosokawa mit ihrer Mutter und Tochter in San Francisco und nahm 1977 in Japan ihr Debütalbum No Tears (Three Blind Mice) auf, bei dem sie vom Quartett des Pianisten Masaru Imada (mit Mitsuaki Furuno, Tetsujiro Obara und Yūji Imamura) begleitet wurde. Dieses Album und eine längere Tournee markierte den Beginn ihrer neuerlichen Karriere in Japan. 1977 erschien auch die LP To Mr. Wonderful, auf dem sie Pop- und Jazzstandards wie „Misty“, „My Foolish Heart“, „Bridge over Troubled Water“  und „Wrap Your Troubles in Dreams“ interpretierte.
Begleitet von Toshiyuki Miyamas Bigband The New Herd spielte sie 1979 das Album Call Me ein; darauf Arrangements von Nelson Riddle („Love Is Here to Stay“) und der Billy-Joel-Hit „Just the Way You Are“. Erst 1984 kehrte Hosokawa endgültig aus den USA nach Tokio zurück. 1993 folgte die Produktion A Whisper of Love, mit Coverversionen populärer Nummern wie Eric Claptons „Tears in Heaven“ und Jazztiteln wie „Dream a Little Dream of Me“, „For All We Know“ und „Tea for Two“. 2000 nahm sie das Album I Touch the Stars auf; 2009 folgte Time Slip: Here Is the Best Time. 2014 legte sie noch die CD Looking Back over My Life vor.
1987 trat sie auf dem Monterey Jazz Festival auf; 25 Jahre lang war sie eine Attraktion auf dem Kobe Jazz Street Festival; sie sang außerdem regelmäßig auf dem Nara Jazz Festival, aber auch beim Breda Jazz Festival. 1991 wurde sie mit dem Tsumara Jazz Vocal Award ausgezeichnet.